# Édgar Benítez
Édgar Milciades Benítez Santander (Repatriación, 8 novembre 1987) è un calciatore paraguaiano, attaccante del Rubio Ñu.
È soprannominato El Pájaro (L'uccello).

## Carriera

### Club
Benítez inizia la sua carriera nel 12 de Octubre Fútbol Club di Itauguá per poi trasferirsi nel 2005 al Libertad, dove vince per due anni la Liga Paraguaya sebbene giochi prevalentemente come riserva.
Nel 2008 passa al Sol de América e rapidamente assume un ruolo importante nella squadra, diventandone uno dei maggiori cannonieri.
Il 1º dicembre 2008 viene acquistato dal Pachuca, squadra della Primera División messicana; il suo debutto avviene il 2 gennaio 2009 nella InterLiga 2009 nella gara contro il Tecos de la UAG vinta dal Pachuca per 4-0, in cui segna anche il suo primo gol con i messicani. Termina il torneo come capocannoniere avendo segnato 4 reti in 4 partite, e dando un importante contributo alla sua squadra per la qualificazione alla Copa Libertadores 2009.
Inizialmente non parte come titolare nel Pachuca, entrando spesso a partita in corso. A febbraio 2010 inizia una gara da titolare contro i Jaguares de Chiapas, mettendo a segno 2 gol che permettono alla sua squadra di pareggiare per 2-2. Nella stagione 2010 della Primera División messicana denominata Bicentenario 2010 trova sempre più frequentemente posto in squadra. Segna un gol decisivo il 28 aprile 2010 all'ultimo minuto della finale della CONCACAF Champions League 2009-2010 contro il Cruz Azul regalando al Pachuca il titolo di campioni del Nord e Centro America.

### Nazionale
A seguito delle prestazioni positive del giocatore già ai tempi della sua militanza nel Sol de América, viene convocato nella Nazionale di calcio del Paraguay e disputa la sua prima gara in Nazionale giocando contro il Perù nella partita valida per le qualificazioni ai campionati mondiali 2010 vinta dal Paraguay per 1-0.
Viene convocato per la Copa América Centenario del 2016.

## Palmarès

### Club

#### Competizioni nazionali
- Campionato paraguaiano: 2

Libertad: 2006, 2007
- Coppa del Messico: 1

Querétaro: 2016

#### Competizioni internazionali
- CONCACAF Champions League: 1

Pachuca: 2009-2010